# Rødding (Skive)
Rødding is een plaats in de Deense regio Midden-Jutland, gemeente Skive. De plaats telt 1016 inwoners (2008).
- Virtual International Authority File: 236546527
- WorldCat: E39PCjFdhvBGGDcqBCXmYx4dHC